# Les Gatalledes
Les Gatalledes és una masia d'Espinelves (Osona) inclosa a l'Inventari del Patrimoni Arquitectònic de Catalunya.

## Descripció
Edifici civil. Masia de planta rectangular (12 x 4 m), coberta a dues vessants i amb el carener perpendicular a la façana, situada a migdia. Consta de planta baixa i un pis. La façana presenta dos portals rectangulars a la planta i a l'angle sud-oest un forn adossat. Al pis hi ha dues finestres. A llevant hi ha un cos de 3 m d'ample que continua la vessant i, adossat a aquest hi ha un altre cos de planta cobert a una vessant. El sector nord està recolzat en el terraplè i els murs són cecs. A ponent hi ha dos cossos de planta baixa i coberts a una sola vessant. No hi ha ràfecs.
La casa, malgrat conservar bé l'estructura primitiva, està abandonada.

## Història
Situada al vessant sud del turó de la Guàrdia (1000 m d'altitud) i molt a prop dels límits de Sant Hilari.
Fou construïda segurament durant els segles XVII i XVIII, moment d'expansió demogràfica del municipi.
El topònim ve de "gatell", un tipus d'arbust freqüent a la zona.